# Core fonts for the Web
Core fonts for the Web („Kern-Fonts für das Web“) war ein Projekt von Microsoft, das 1996 gestartet wurde. Das Ziel dieses Projekts war, eine Reihe von Schriftarten für den Gebrauch im Internet zu standardisieren. Das Projekt wurde im August 2002 eingestellt.
Die Schriften wurden für Windows- und Mac-Betriebssysteme zum freien Download bereitgestellt. Da die Lizenz der Schriften eine Weitergabe der Schriften in unveränderter Form erlaubt, sind die Schriften auch nach der Einstellung des Projekts weit verbreitet und unter anderem bei Linux-Benutzern beliebt, die ein Windows-ähnliches Schriftbild wünschen.
Ursprünglich waren zehn Schriften Teil der Core fonts for the web:
- Andale Mono
- Arial
- Arial Black
- Comic Sans MS
- Courier New
- Georgia
- Impact
- Times New Roman
- Trebuchet MS
- Verdana

1997 wurde mit der Veröffentlichung von Internet Explorer 4 hinzugefügt:
- Webdings

Seit Windows Vista (2007) liefert Microsoft mit der ClearType Font Collection wieder eine standardisierte Sammlung von Schriftarten aus.